# Barrett XM109
Barrett XM109 — прототип великокаліберної снайперської гвинтівки гранатомету калібру 25 × 59 мм, розробленої американською компанією Barrett Firearms. Гвинтівка була розроблена як модифікація Barrett M107, і здатна пробити легку броню на відстані до двох кілометрів.

## Цікаві факти
- Гвинтівка Barrett XM-109 з'являлась у телесеріалі Особливо небезпечний, а також відеоіграх Saints Row 2 та The 3rd Birthday.[2]